# Albershausen
Albershausen este o comună din landul Baden-Württemberg, Germania.